# Toyoura (Hokkaido)
Toyoura (jap. 豊浦町 Toyoura-chō) – miasto w Japonii, w prefekturze Hokkaido, w podprefekturze Iburi. Według danych na rok 2020 miejscowość zamieszkiwało 3 821 mieszkańców , a gęstość zaludnienia wyniosła 16,4 os./km².